# Municipio de Baracoa
Municipio de Baracoa är en kommun i Kuba.   Den ligger i provinsen Provincia de Guantánamo, i den östra delen av landet, 900 km öster om huvudstaden Havanna. Antalet invånare är 81 794. Arean är 977 kvadratkilometer.
Terrängen i Municipio de Baracoa är kuperad.